# 台北市大安区仁愛小学校
仁愛小学校（しんあいしょうがっこう）と呼ばれる台北市大安区仁愛国立小学校は、台湾台北市大安区安河路60番1号にある初等教育学校。

## 解説
1959年に、この問題を解決するために元々学校が建設されましたが、当時、近隣の学校である建安小学校を読み込むことができず、学校ができました。